# Pirapó
Pirapó é um município brasileiro do estado do Rio Grande do Sul.

## Língua regional
O dialeto alemão hunsriqueano riograndense, falado no Rio Grande do Sul e outros estados, além de países adjacentes, faz parte da história de Pirapó desde os seus tempos pioneiros. Em 2012 a Assembleia Legislativa votou por unanimidade a favor do reconhecimento oficial do Riograndenser Hunsrückisch, o dialeto alemão mais falado no Brasil, e com a maior concentração de falantes no Rio Grande do Sul, como parte do patrimônio cultural imaterial a ser preservado e protegido.